# Кідапаван
Кідапаван (себуанська: Dakbayan sa Kidapawan), є містом 3-го класу та столицею провінції Котабато, Філіппіни. За даними перепису 2020 року, населення становить 160 791 осіб.
Він розташований біля підніжжя гори Апо, це популярне місце з кінця жовтня по грудень і влітку, коли тисячі туристів піднімаються на найвищу гору країни. 

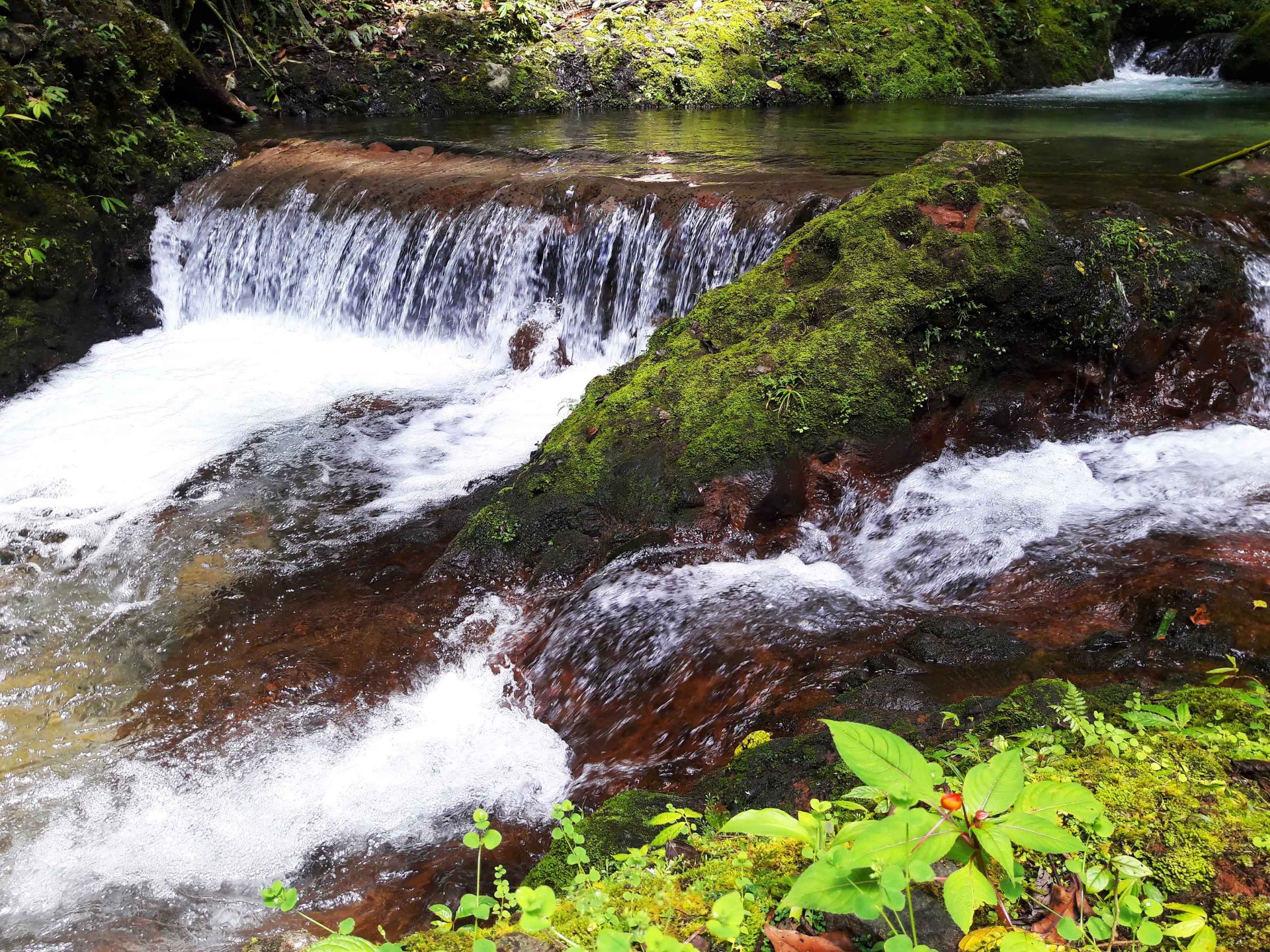
Водоспад Панікі

## Географія
Кідапаван розташований біля підніжжя гори Апо в південно-східній частині провінції Котабато, посеред інших великих міст Генерал-Сантос, Давао-Сіті, Котабато-Сіті та Кагаян-де-Оро. Межує з іншими містами провінції Котабато, а саме: Магпет і Президент Роксас на півночі, Маталам на заході, М’ланг на півдні та Макілала на сході. 
Кідапаван займає загальну площу 358,47 квадратних кілометрів (138,41 квадратних миль). Велика частина його території була в основному рівнинною, за винятком все більш горбистих і гористих районів на північному сході біля гори Апо, яка є найвищою точкою на Філіппінах. Річка Кабакан бере початок у північно-східній частині міста і протікає через його північний кордон із містом Магпет.

#### Барангаї
Місто Кідапаван політично поділяється на 40 барангаїв:
- Amas
- Amazion
- Balabag
- Balindog
- Binoligan
- Birada
- Gayola
- Ginatilan
- Ilomavis
- Indangan
- Junction
- Kalaisan
- Kalasuyan
- Katipunan
- Lanao
- Linangcob
- Luvimin
- Macabolig
- Magsaysay
- Malinan
- Manongol
- Marbel (Embac)
- Mateo
- Meochao
- Mua-an
- New Bohol
- Nuangan
- Onica
- Paco
- Patadon (Patadon East)
- Perez
- Poblacion
- San Isidro
- San Roque
- Santo Niño
- Sibawan
- Sikitan
- Singao
- Sudapin
- Sumbac

## Населення
За даними перепису 2020 року, населення Кідапавана становило 160 791 людину  з щільністю 450 жителів на квадратний кілометр або 1200 жителів на квадратну милю.
Згідно з переписом 2015 року, загальна кількість населення міста становила 140 195 осіб , порівняно зі 125 447 особами у 2010  та 117 610 у 2007 році. Релігія переважно християнська, хоча в місті також проживає багато мусульман. Основними мовами є себуанська, а англійська функціонує як допоміжна мова.
1. ↑  https://www.officialgazette.gov.ph/1973/11/22/presidential-decree-no-341-s-1973/